# Штерн Ернст Романович
Штерн Ернст Романович (25 червня 1859 р., Ліфляндська губернія, Російська імперія — 27 квітня 1924, Німеччина) — історик. Професор, доктор філології (1884), декан історико-філологічного факультету Новоросійського Імператорського університету.

## Біографія
Народився 25 червня 1859 у дворянській родині у маєтку Зейерсхоф Ліфляндської губернії. Початкову освіту одержав у Дерптській гімназії, яку закінчив із золотою медаллю, потім слухав курс лекцій у Дерптському університеті.
У 1877—1880 рр. як стипендіат Міністерства народної освіти вивчав класичні мови, історію й мистецтво в Російському семінарі з класичної філології при Лейпцизькому університеті.
У 1880—1883 рр. за пропозицією Міністерства народної освіти був прикомандирований до Юр'ївського (Дерптського) університету для наукової підготовки до магістерського звання.
У 1883 р. після публічного захисту дисертації «рос. Катилина и партийная борьба в Риме от 66-63 годов», одержав ступінь магістра класичної філології Дерптського університету й був відряджений міністерством за кордон «для вдосконалення в науках». Після повернення у 1884 захистив дисертацію (про спартанско-фіванське протистояння в першій половині IV ст. до н. е.), одержав ступінь доктора філології. Обидві дисертації були написані й захищені німецькою мовою. Після захисту докторської дисертації призначається на посаду приват-доцента Імператорського Новоросійського університету по кафедрі класичної філології.
У 1886 р. він затверджується на посаді екстраординарного, потім ординарного професора.
З січня 1893 р. виконує обов'язки секретаря факультету, а у вересні 1905 стає деканом історико-філологічного факультету (до 1909). Велику роль у його науковому житті зіграло Одеське товариство історії і старожитностей, членом якого він став у 1891; а з 1896 з зберігачем (тобто директором) музею товариства. Завдяки його старанням музею був переданий весь будинок, експозиція й фонди були розміщені в строго науковій системі, почалася публікація античних колекцій (наприклад, у співавторстві з О. Деревицьким та О. Павловским був виданий каталог теракот музею). Він вів інтенсивні польові дослідження в Північному Причорномор'ї, що дозволило йому зробити ряд видатних відкриттів в історії грецької колонізації. Його заслугою стала локалізація античної Тіри на місці Акермана (Білгород-Дністровський) і проведення перших археологічних досліджень пам'ятника.
З 1904 на кошти Імператорської Археологічної Комісії почав розкопки давньогрецького поселення на острові Березань.
У 1902—1903 рр. відкрив трипільське поселення в селі Петрени Бельцького повіту Бесарабської губернії. Коло наукових інтересів Е. Штерна було надзвичайно широке. Його перу належать роботи з історії Давньої Греції та Риму, із проблем грецької колонізації Північного Причорномор'я. Особливе місце займають публікації епіграфічних пам'ятників з Ольвії, Керчі, Феодосії. Йому належить перша публікація знаменитого Бородінського скарбу епохи бронзи. Він опублікував понад 250 наукових праць, значну частину за кордоном. Неодноразово виступав на міжнародних конгресах та археологічних з'їздах у Лондоні, Берліні, Варшаві. Окрім того, його доповідь на археологічному з'їзді у Ризі в 1896 допомогла розкрити найбільшу археологічну фальсифікацію: придбана Лувром золота корона скіфського Сайтафарна була зроблена в Одесі ювеліром Ізраїлем Рухомовським.
В 1908—1911 роках очолював Одеські вищі жіночі курси.
Був почесним членом ОТІС, дійсним членом Московського археологічного товариства; за свою службу був нагороджений орденами Св. Володимира IV ступеня, Св. Станіслава та Св. Ганни ІІ ступеня, пам'ятною медаллю на згадку царювання Олександра ІІІ, хрестом австрійського ордена Франца-Йосипа. Після смерті сина-школяра (1910 р.) прийняв запрошення Галлі-Віттенберзького університету й в 1911 р. звільнився з ІНУ (нині — Одеський національний університет імені І. І. Мечникова) та переїхав до Німеччини. Ще кілька років перед Першою світовою війною він приїжджав в Одесу для продовження розкопок на Березані. Два рази обирався ректором університету в Галлі (1921/1922 і 1923/1924).
Помер у квітні 1924 р.

## Наукова діяльність
Велику роль в науковому житті Штерна відіграло Одеське товариство історії та старожитностей, членом якого він був з 1891 року; а з 1896 року став зберігачем (директором) Музею Товариства. Завдяки його зусиллям музею було передано всю споруду; експозція та фонди були зорганізовані суто за науковим принципом, почалися публікації античних колекцій (наприклад, у співавторстві з О. М. Деревицьким та О. А. Павловським було видано каталог теракот музею). Е. Р. Штерн проводив інтенсивні польові дослідження в Північному Причорномор'ї, що дозволило йому зробити цілу низку видатних відкриттів в історії грецької колонізації. Величезною заслугою Штерна була локалізація античної Тіри на місці Акерману (сучасний Білгород-Дністровський) та проведення перших археологічних розвідок пам'ятки. З 1904 р. на кошти Імператорської Археологічної Комісії Штерн започаткував розкопки давньогрецького поселення на острові Березань. В 1892-1903 рр. ним було відкрите трипільське поселення Петрени Бельського повіту Бесарабської губернії.
Коло наукових інтересів Е. Штерна було дуже широке. Його перу належать праці з історії Стародавньої Греції та Риму, з проблем грецької колонізації Північного Причорномор'я. Особливе місце займають публікації епіграфічних пам'яток з Ольвії, Керчі, Феодосії. Він першим опублікував видатний Бородинський скарб доби бронзи. Е. Р. Штерном було опубліковано понад 250 наукових праць. Одна з його доповідей на археологічному з'їзді в Ризі, в 1896 р., допомогла розкрити гучну археологічну фальсифікацію: придбана Лувром золота корона скіфського царя Сайтафарна була зроблена в Одесі, ювеліром І. Рухумовським.
Е. Р. Штерн — почесний член Одеського товариства історії та старожитностей, дійсний член Московського археологічного товариства. За свою службу він був нагороджений орденами св. Володимира IV ст., св. Анни II ст., св. Станіслава та пам'ятною медаллю на пам'ять про царювання Олександра III. В нього також була й іноземна нагорода — кавалерський хрест австрійського ордена Франца-Йосипа. 

## Праці
- Новооткрытая Ольвийская надпись / Э. Р. Штерн // Записки Одесского общества истории и древностей. — 1893. — Т. 16. — С. 1-42;
- К вопросу о происхождении готското стиля предметов ювелирного искусства / Э. Р. Штерн // Записки Одесского общества истории и древностей. — 1897. — Т. 20. — С. 1-15;
- Sur la falsification des antiquites en Russie / E. R. Shtern // J. d’ Anthropologie. — 1899. — № 10. — Р. 122;
- Доисторическая греческая культура на юге России / Э. Р. Штерн // Тр. VIII Археол. съезда в Екатеринославе. — 1905. — Т. 1. — С. 9-52;
- Іе griechishe Kolonisation аm Nordestade des Schwarzen Meeres іm Lichte archäologicher Forschung / E. R. Shtern // Klio. — 1909. — Bd. 60, № 2. — S. 139—152;
- Несколько бронз из коллекции Одесского музея / Э. Р. Штерн // Записки Одесского общества истории и древностей. — 1911. — Т. 29. — С. 21-44.